# Ainhoa Murúa
Ainhoa Murúa Zubizarreta,  née le 18 juillet 1978 à Zarautz, est une triathlète espagnole, championne d'Espagne de triathlon en 2013.

## Biographie
Ayant remporté de nombreux triathlons dans le Pays basque, sa région natale, Ainhoa Murúa participe à son premier triathlon international en 2001. Remportant une manche de Coupe du monde et plusieurs d'Europe tout au long de sa carrière, Murúa participe aux Jeux olympiques à trois reprises avec pour meilleur résultat une septième place aux Jeux de Londres 2012, et termine vice-championne d'Europe la même année.

### Vie privée
Grande admiratrice du cycliste Miguel Indurain et amatrice de cinéma, Ainhoa Murúa parle l'espagnol (langue de son pays natal), le basque (langue de sa région), et l'anglais.

## Palmarès
Le tableau présente les résultats les plus significatifs (podium) obtenus sur le circuit national et international de triathlon depuis 2001.
| Année | Compétition                                                | Pays         | Position           | Temps           |
| ----- | ---------------------------------------------------------- | ------------ | ------------------ | --------------- |
| 2015  | Championnat d'Europe                                       | Suisse       | Médaille de bronze | 2 h 9 min 16 s  |
| 2013  | Coupe du monde - l'étape de Guatapé                        | Colombie     | Médaille d'or      | 2 h 14 min 48 s |
| 2013  | Championnat d'Espagne                                      | Espagne      | Médaille d'or      | 2 h 5 min 49 s  |
| 2013  | Coupe d'Europe - l'étape de Banyoles                       | Espagne      | Médaille d'argent  | 1 h 57 min 56 s |
| 2012  | Championnat d'Europe                                       | Israël       | Médaille d'argent  | 2 h 7 min 20 s  |
| 2012  | Coupe d'Europe - l'étape de Quarteira                      | Portugal     | Médaille d'or      | 2 h 3 min 0 s   |
| 2010  | Coupe du monde - l'étape de Tongyeong (relais par équipes) | Corée du Sud | Médaille de bronze | 2 h 3 min 19 s  |
| 2006  | Triathlon Cancún (relais par équipes)                      | Mexique      | Médaille de bronze | 22 min 31 s     |
| 2006  | Triathlon Baeza                                            | Espagne      | Médaille d'argent  | 2 h 27 min 58 s |
| 2005  | Coupe d'Europe - l'étape de Palerme                        | Italie       | Médaille d'or      | 2 h 1 min 58 s  |
| 2003  | Triathlon de Tiszaújváros (relais par équipes)             | Hongrie      | Médaille d'argent  | 24 min 2 s      |
| 2003  | Coupe d'Europe - l'étape de Charleville                    | France       | Médaille d'or      | 2 h 16 min 32 s |
| 2003  | Coupe d'Europe - l'étape de Praia da Vitória               | Espagne      | Médaille de bronze | 2 h 1 min 7 s   |

| Édition      | Position | Temps          |
| ------------ | -------- | -------------- |
| Londres 2012 | 7e       | 2 h 0 min 56 s |
| Pékin 2008   | 28e      | 2 h 4 min 48 s |
| Athènes 2004 | 24e      | 2 h 9 min 27 s |